# Les Pedreres (les Planes d'Hostoles)
Les Pedreres és un jaciment arqueològic de Les Planes d'Hostoles (Garrotxa), inclòs a l'Inventari del Patrimoni Arqueològic i Paleontològic de Catalunya.
Correspon al Paleolític inferior i mitjà, que consisteix en un abric a la sortida de la C-63 entre Olot i Santa Coloma de Farners. L'accés és difícil, ja que el rodeja un terreny erm, a prop d'una gran roca abalmada d'aflorament terciari i enmig d'un bosc d'alzines de força pendent. Es tracta d'un abric a la riba esquerra del riu Brugent. Va ser descobert Ramon Sacrest, qui en l'any 1983/1984 va realitzar una excavació arqueològica, de la qual només es va poder documentar indústria lítica, a partir d'això va intervenir el Museu Comarcal de la Garrotxa l'any 1985 fent una prospecció al potencial jaciment i més tard una excavació d'urgència, ja que s'havia recuperat material lític en la intervenció de Ramon Sacrest, i també s'havia trobat altres materials en superficial.
Només hi va haver una intervenció oficial feta per una institució: any i durada: es va fer de l'1 al 3 de novembre de 1985 com a excavació d'urgència. La institució que l'executà va ser el Museu Comarcal de la Garrotxa amb els següents directors d'excavació: Gabriel Alcalde, Joan Descamps, Joan Oller, Ramon Buxó. Amb anterioritat hi va haver prospeccions superficials amb recollida de material per aficionats, l'excavació de Ramon Sacrest l'any 1983, després hi va haver la intervenció oficial del Museu Comarcal de la Garrotxa, i més tard també hi va haver recollida de material en prospeccions superficials dels membres del museu. El resultat de l'excavació va ser molt negatiu, l'estratigrafia constava d'un estrat argilós, protegit per una gran roca abaumada d'una extensió d'uns vuit m². Per el que se sap de les restes lítiques Soler (1989) va afirmar que eren restes abundants, de petita mesura i tallada quasi exclusivament en quars, possiblement d'indústria mosteriana, aquest material es troba en el Museu Comarcal de la Garrotxa (C/ Hospici, 8, a Olot).